# 申普乡
申普乡，是中华人民共和国四川省凉山彝族自治州越西县曾经下辖的一个乡。2021年1月12日，撤销瓦曲觉乡、申果乡和申普乡，设立申果庄乡。以原瓦曲觉乡、原申果乡和原申普乡所属行政区域为申果庄乡的行政区域。

## 行政区划
申普乡撤销前下辖以下地区：
里觉村、合觉村、古作村、瓦依村、果吉村、西洛村、入阿觉村和共和村。